# 八木山動物公園駅

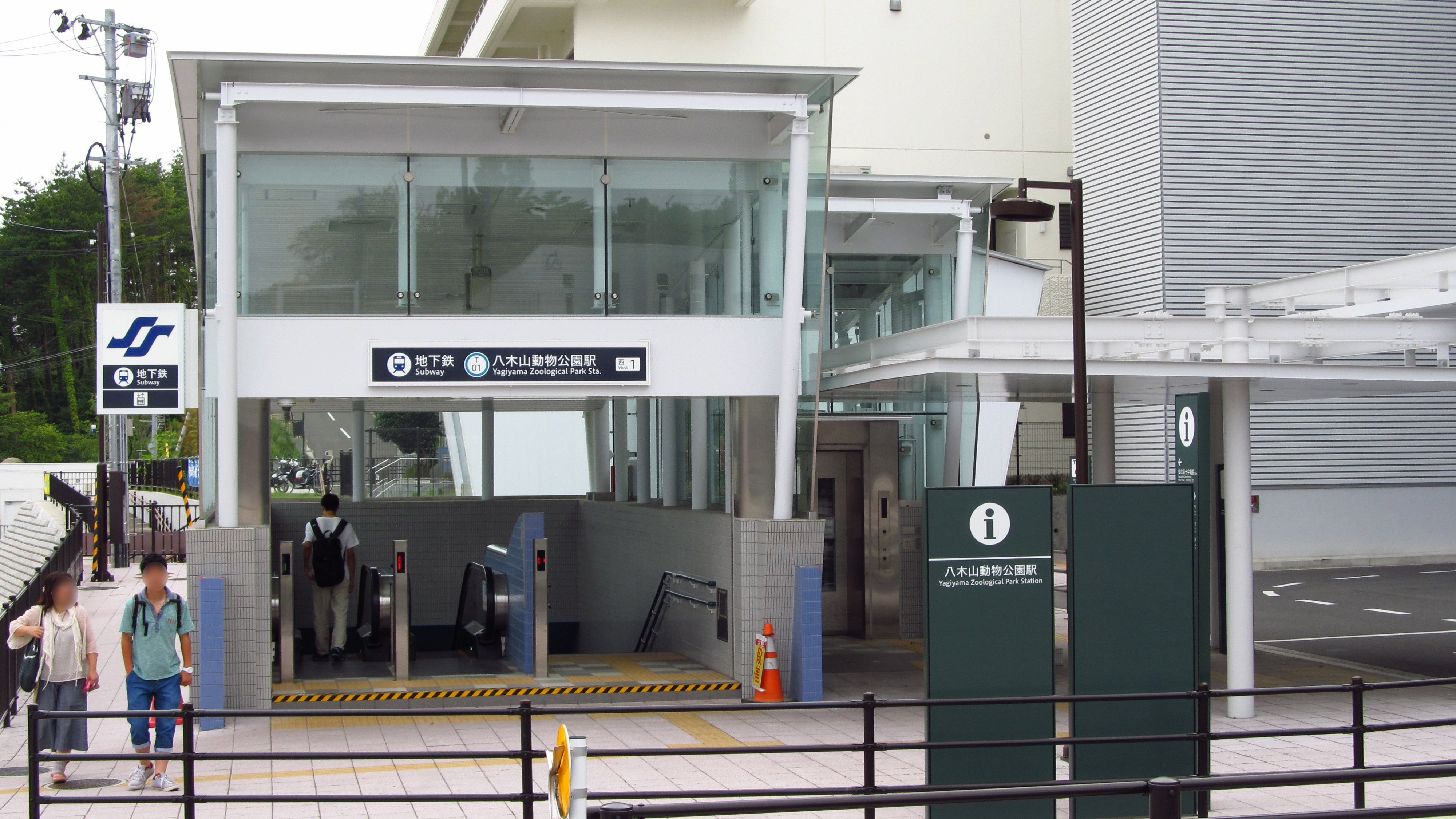
西1出入口（2016年7月）

八木山動物公園駅（やぎやまどうぶつこうえんえき）は、宮城県仙台市太白区八木山本町一丁目に位置する、仙台市地下鉄東西線の駅。駅番号はT01。
東西線の起点である。副駅名は「ベニーランド前」（2028年まで）。

## 歴史
仮称は「動物公園駅」。駅名検討委員会によって八木山動物公園駅とする案が示され、採用された。
- 2000年（平成12年）10月 - 仮称を公表。
- 2013年（平成25年）12月24日 - 駅名を正式発表。
- 2015年（平成27年）
  - 4月 - 駐車場棟の暫定利用開始[3]。
  - 12月6日 - 開業。
- 2017年（平成29年）12月13日 - 中央2出口開設[4]。
- 2019年（令和元年）9月21日 - セブン銀行ATM設置[5]。

## 駅構造
都市計画道路川内旗立線（動物公園通）下に位置する。駅北西部に駅前広場が整備され、バス・タクシープール、パークアンドライド駐車場が一体となった地上5階・地下2階建の駐車場棟（519台収容）が併設。5階は八木山動物公園フジサキの杜の出入口と直結した展望台となっており「八木山てっぺんひろば」と名付けられている。
このほか、キスアンドライド乗降所、駐輪場が設置されている。
ホームは地下3階。
八木山動物公園駅に到着した列車は、そのまま折り返し荒井行となる。

### のりば
| 1・2 | ■ 東西線 |  | 仙台・荒井方面 |  |

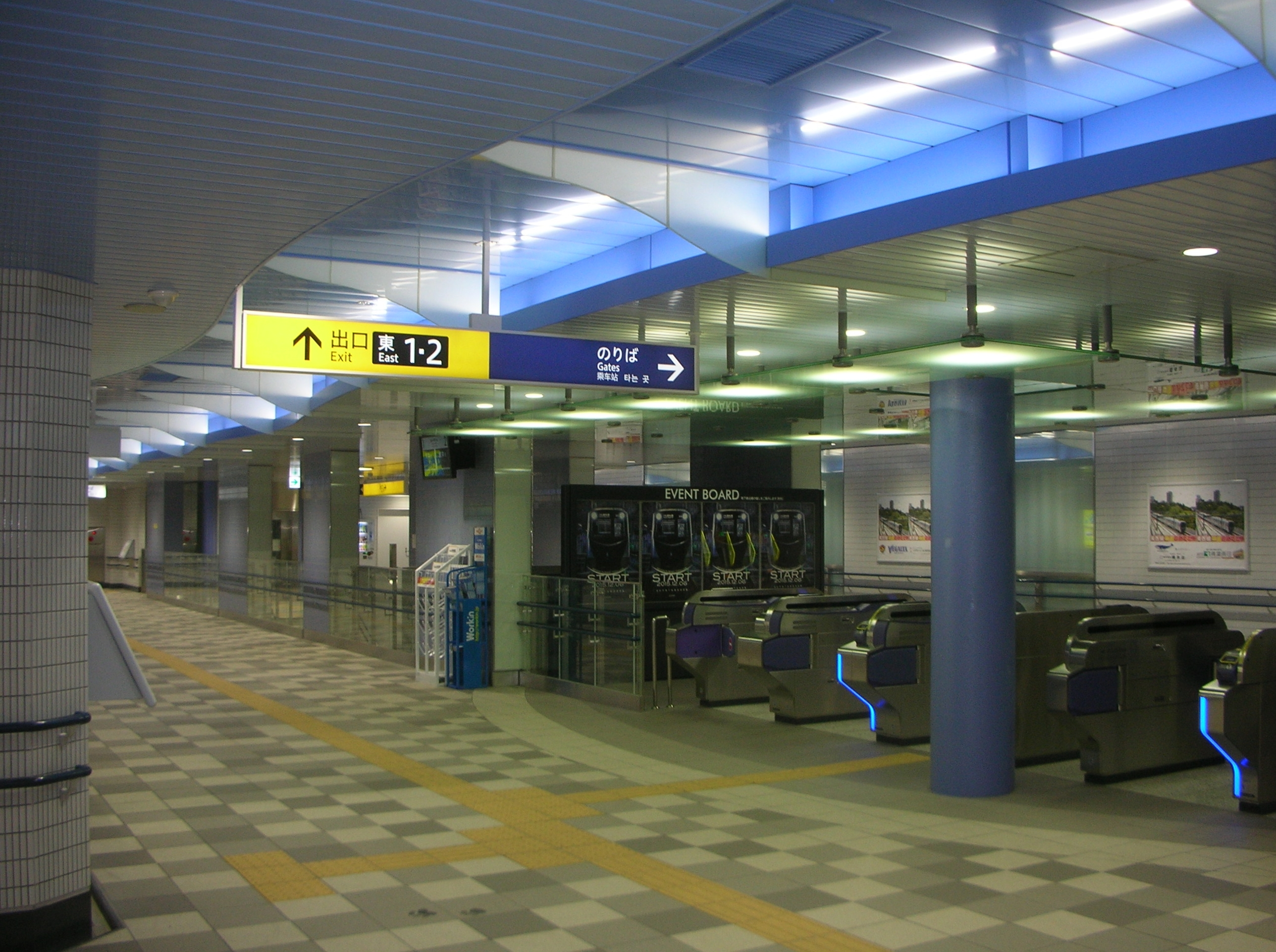
改札口（2015年12月）
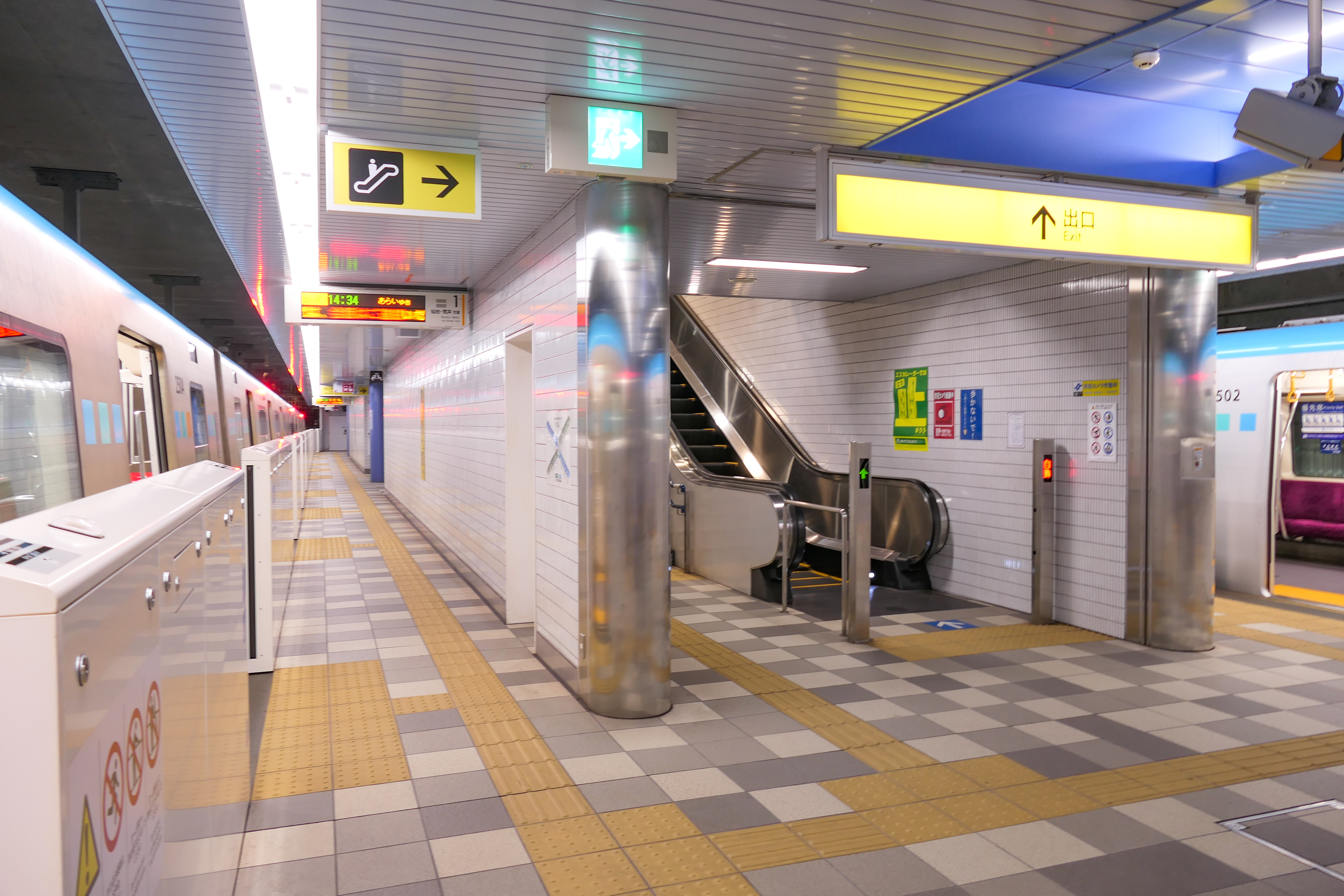
ホーム（2021年9月）
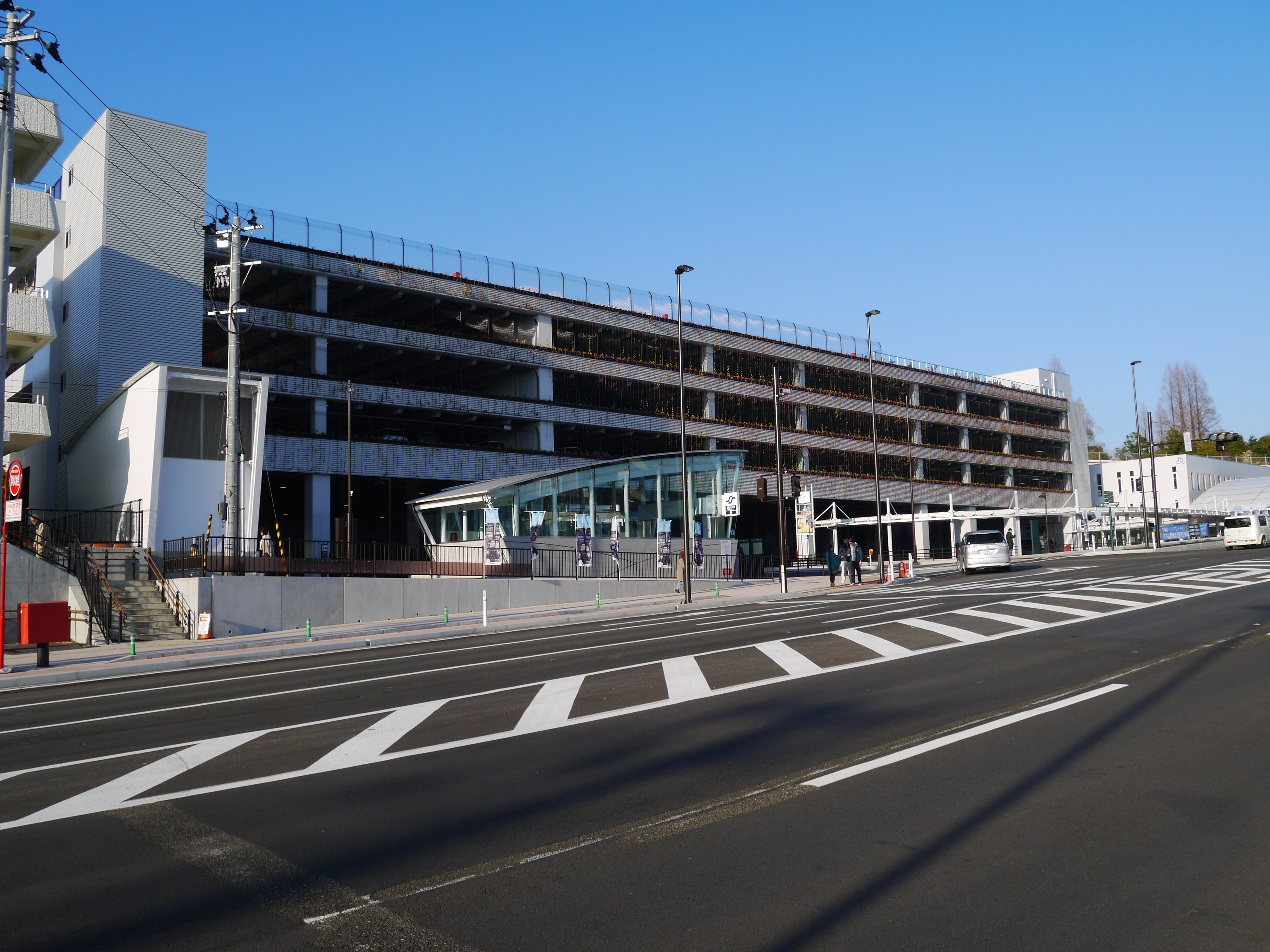
パークアンドライド駐車場（2015年12月）
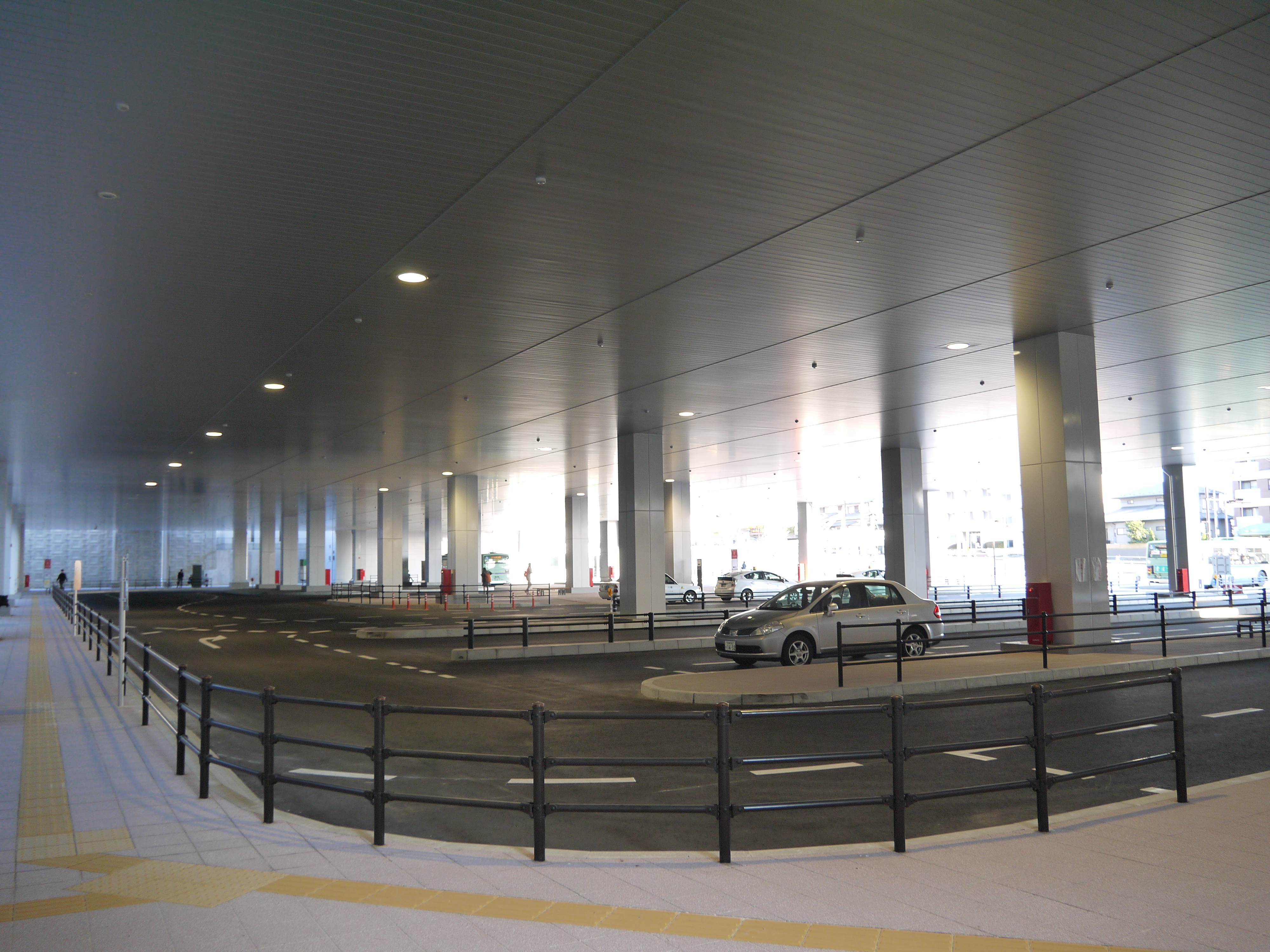
タクシープール・一般車両乗降場（2015年12月）
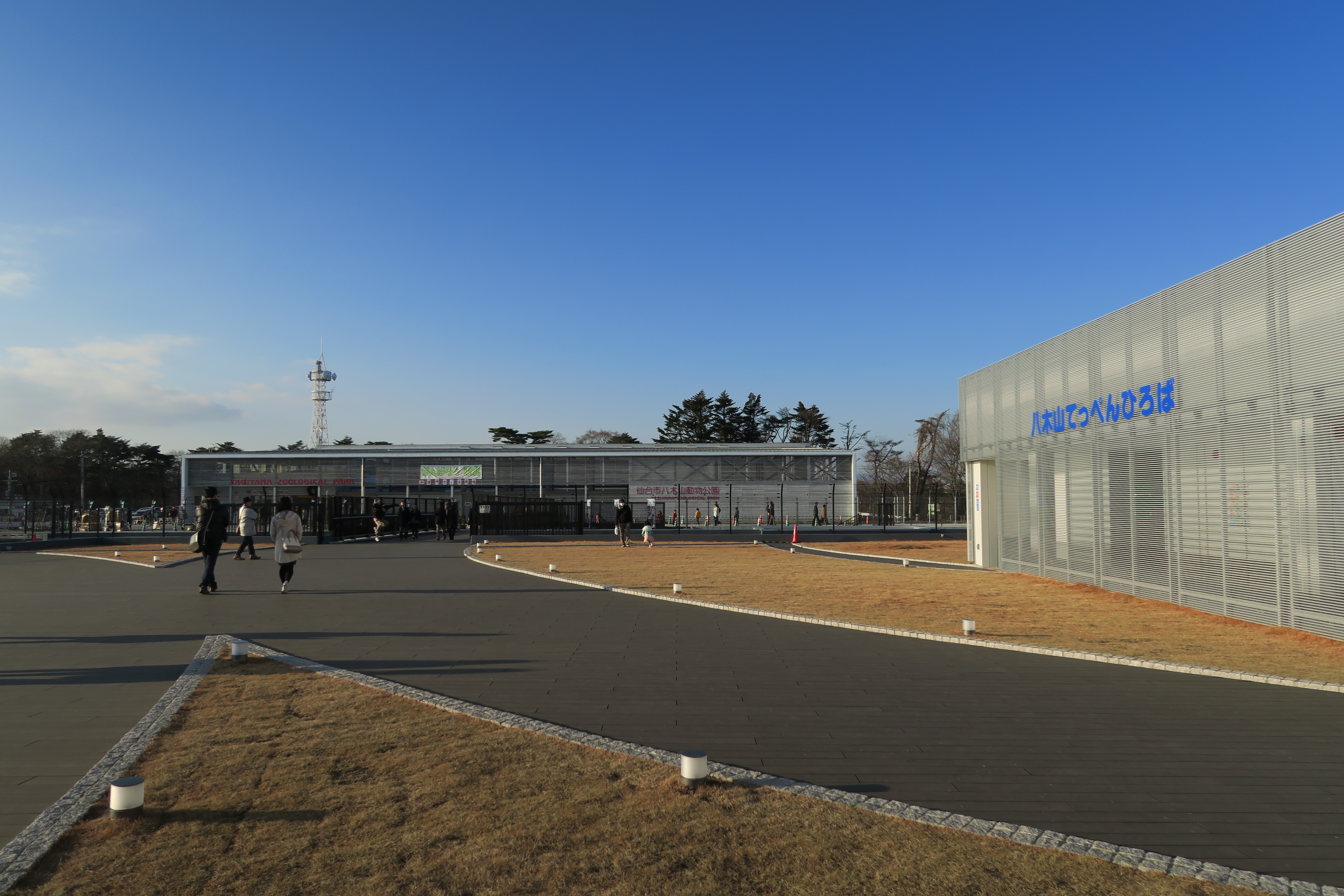
八木山てっぺんひろば（2015年12月）

## 出口案内
西1、中央1・2、東1・2の計5ヶ所。
西1出口
- 一般車のりば（送迎用）
- 八木山市民センター
- 仙台赤十字病院

中央1出口（動物公園連絡口）
- 八木山動物公園フジサキの杜（西門）
- 八木山動物公園駅駐車場

中央2出口
- 八木山小学校
- 八木山中学校
- 仙台赤十字病院
- 八木山ベニーランド
- 東北工業大学八木山キャンパス

※2017年12月15日開通
東1・2出口
- バス・タクシーのりば
- 八木山動物公園フジサキの杜（東門）
- 八木山ベニーランド
- 東北工業大学八木山キャンパス

## 利用状況
| 乗車人員推移 | 乗車人員推移     |
| 年度         | 一日平均乗車人員 |
| ------------ | ---------------- |
| 2015         | 4,451            |
| 2016         | 4,874            |
| 2017         | 5,442            |
| 2018         | 5,702            |
| 2019         | 5,717            |
| 2020         | 3,901            |
| 2021         | 4,370            |
| 2022         | 4,957            |
| 2023         | 5,416            |

- 2023年度（令和5年度）
  - 1日平均乗車人数：5,416人[9]

一日平均乗車人員（単位：人/日）

### 備考
- 開業時の一日平均乗車人員は8,019人を見込んでいた。

## 駅周辺
動物園、遊園地など、市民の娯楽施設が集まるこの地区では「さまざまな人が魅力を感じて訪れる、人と自然が響きあう街の形成」に基づいて、仙台市による開発が進められている。
- 仙台市八木山動物公園西門出入口 - 5階から直結
- 八木山ベニーランド
- 東北工業大学八木山キャンパス
- 仙台城南高等学校
- 仙台赤十字病院
- 東北放送（tbc）
- 仙台市立八木山小学校・中学校
- 東北朝鮮初中級学校
- 仙台八木山本町郵便局
- 日本郵政東北郵政研修センター
- 仙台市八木山市民センター
- 仙台銀行八木山支店
- みやぎ生活協同組合新八木山店

### バスのりば
- 仙台市営バス・宮城交通が発着するバスプールがある[10]。
- 駅西1出入口付近、仙台赤十字病院来院者用無料シャトル便 発着場（平日のみ運行、始発8時〰最終15時45分、20分間隔←お昼1時間欠便あり）[11]

| のりば | 運行         | 行き先 |
| ------ | ------------ | --- |
| 1      | 仙台市営バス | [J701][J704][J706]霊屋橋・定禅寺通市役所経由交通局東北大学病院 [S701]霊屋橋・あおば通駅経由仙台駅 [K601]愛宕大橋・県庁市役所経由交通局東北大学病院 [S601]愛宕大橋経由仙台駅 [36]向山四・三桜高校経由長町南駅・長町営業所          |
| 2      | 宮城交通     | 霊屋橋・仙台駅前経由県庁市役所 |
| 3      | 仙台市営バス | [10]仙台城跡南経由宮教大・青葉台 [45][N40][B40][704]緑ヶ丘三丁目・長町駅東口 |
| 4      | 仙台市営バス | 降車専用 |
| 5      | 仙台市営バス | [58]芦口小学校経由長町南駅・長町駅東口 [N60]八木山南・新道西多賀経由長町南駅・長町駅東口 [60][706]日赤病院経由八木山南・西高校 [36]日赤病院                                                                                       |
| 6      | 宮城交通     | 太白団地経由山田自由ヶ丘車庫 太白団地・山田自由ヶ丘経由仙台南ニュータウン ひより台大橋・上野山小学校経由日本平 西の平・鹿野橋・仙台駅前経由県庁市役所 西の平経由長町駅東口・市立病院 八木山南・鈎取二丁目経由長町駅東口・市立病院 |

## 日本一標高の高い地下鉄駅

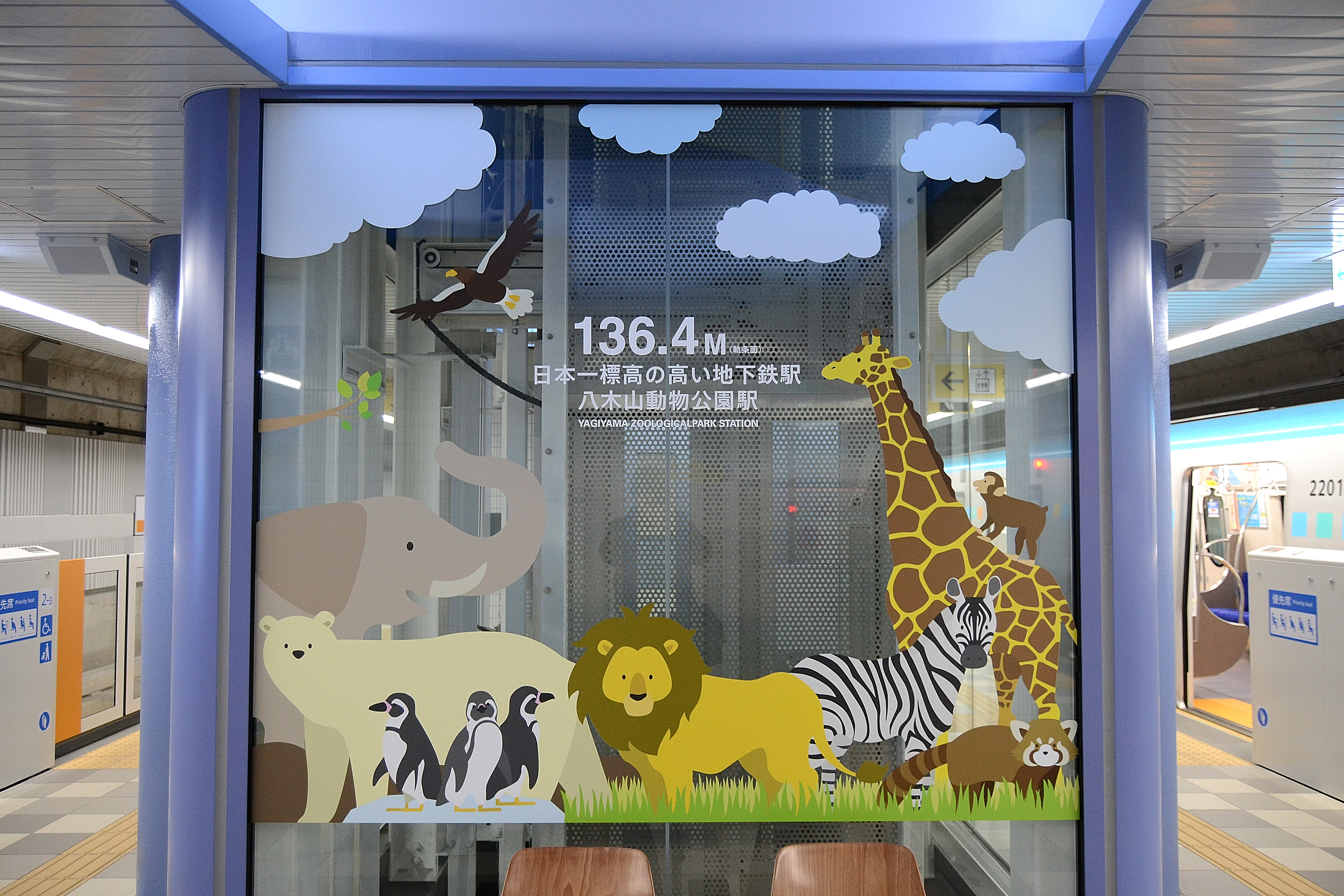
ホームエレベータに表示された｢日本一標高が高い地下鉄駅｣の表示（2015年12月）

開業時点では日本一高い場所（レール標高：136.4m）にある地下鉄駅であり、日本地下鉄協会より「日本一標高の高い地下鉄駅」と認定されていた。次点は、神戸市営地下鉄西神・山手線総合運動公園駅で、標高103m であった。
2020年（令和2年）6月1日、兵庫県神戸市の北神急行電鉄北神線が神戸市営地下鉄に移管されたことに伴い、同線の谷上駅が標高244mで日本一となり、当駅は2番目となった。ただし、谷上駅は地上駅であるため、地下駅に限れば引き続き当駅が日本一である。

## 隣の駅
仙台市地下鉄
■東西線
八木山動物公園駅 (T01) - 青葉山駅 (T02)